# Шевченково (Черниговская область)
Шевче́нково (укр. Шевченкове) — село, расположенное на территории Бахмачского района Черниговской области (Украина).
Население составляет 70 жителей (2006 год). Плотность населения — 291,67 чел/кв.км.
Впервые упоминается в 1700 году.
Село Шевченково находится примерно в 20 км к югу от центра города Бахмач. Средняя высота населённого пункта — 133 м над уровнем моря. Село находится в зоне умеренно континентального климата.
Национальный состав представлен преимущественно украинцами, конфессиональный состав — христианами.